# Liste der Biografien/Hartn
Liste der Biografien |
Portal Biografien |
Personensuche
# |
A |
B |
C |
D |
E |
F |
G |
H |
I |
J |
K |
L |
M |
N |
O |
P |
Q |
R |
S |
T |
U |
V |
W |
X |
Y |
Z |
?
 
Ha |
Hd |
He |
Hi |
Hj |
Hk |
Hl |
Hm |
Hn |
Ho |
Hr |
Hs |
Ht |
Hu |
Hv |
Hw |
Hy
 
Haa |
Hab |
Hac |
Had |
Hae–Haf |
Hag |
Hah |
Hai |
Haj |
Hak |
Hal |
Ham |
Han |
Hao |
Hap |
Haq |
Har |
Has |
Hat |
Hau |
Hav |
Haw |
Hax |
Hay |
Haz
 
Hara |
Harb |
Harc |
Hard |
Hare |
Harf |
Harg |
Harh |
Hari |
Harj |
Hark |
Harl |
Harm |
Harn |
Haro |
Harp |
Harr |
Hars |
Hart |
Haru |
Harv |
Harw |
Harx |
Hary |
Harz
 
Harta |
Hartb |
Hartd |
Harte |
Hartf |
Hartg |
Harth |
Harti |
Hartj |
Hartk |
Hartl |
Hartm |
Hartn |
Harto |
Hartr |
Harts |
Hartt |
Hartu |
Hartv |
Hartw |
Harty |
Hartz
Die Liste der Biografien führt alle Personen auf, die in der deutschsprachigen Wikipedia einen Artikel haben. Dieses ist eine Teilliste mit 31 Einträgen von Personen, deren Namen mit den Buchstaben „Hartn“ beginnt.

## Hartn

### Hartna
- Hartnack, Daniel (1642–1708), deutscher evangelischer Theologe, Schulmeister und Schriftsteller
- Hartnack, Edmund (1826–1891), deutscher Optiker
- Hartnack, Heinz (1929–1990), deutscher Politiker (CDU), MdB
- Hartnack, Karl (1864–1946), deutscher Pädagoge, Heimatforscher und Autor
- Hartnack, Wilhelm (1893–1963), deutscher Geograph, Hochschullehrer und Heimatforscher
- Hartnacke, Wilhelm (1878–1952), deutscher Pädagoge und Minister für Volksbildung von Sachsen (1933–1935)
- Hartnagel, Anke (1942–2004), deutsche Politikerin (SPD), MdB, MdHB
- Hartnagel, Anna (1900–1991), deutsche Verlegerin und Politikerin (FDP/DVP), MdL
- Hartnagel, Elisabeth (1920–2020), deutsche Zeitzeugin, Schwester von Hans und Sophie Scholl
- Hartnagel, Franz (1919–2010), deutscher Politiker (CDU)
- Hartnagel, Fritz (1917–2001), deutscher Berufsoffizier und Jurist, Verlobter von Sophie Scholl
- Hartnagel, Nick (* 1987), deutscher Regisseur

### Hartne
- Hartnell, Norman (1901–1979), britischer Modeschöpfer
- Hartnell, Scott (* 1982), kanadischer Eishockeyspieler
- Hartnell, William (1908–1975), englischer SchauspielerWilliam Hartnell (1908–1975)

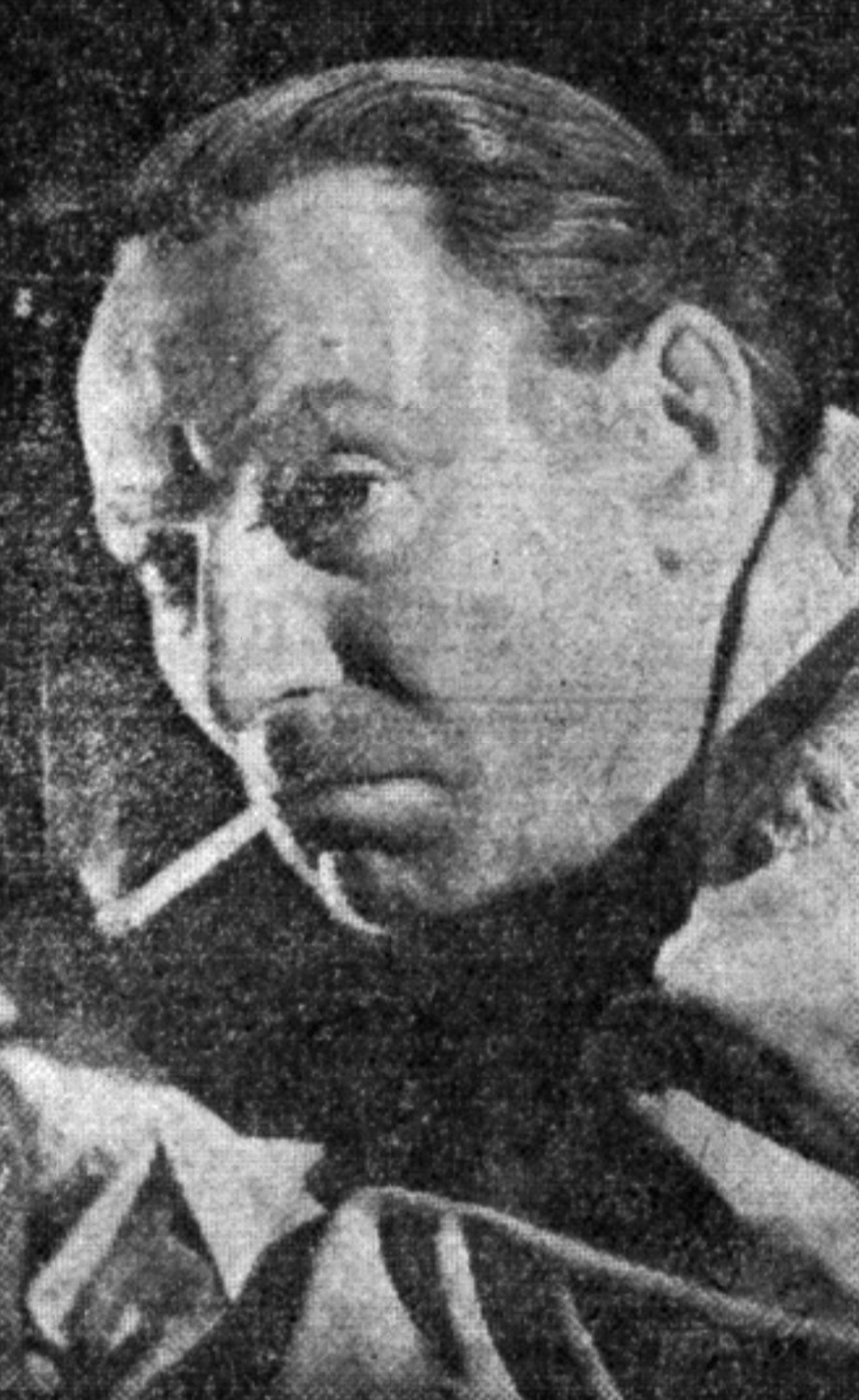
William Hartnell (1908–1975)

- Hartner, Alfred (1927–1983), österreichischer Hörspielautor, -produzent und -regisseur
- Hartner, Friedrich (1811–1877), österreichischer Geodät, Mathematiker und Hochschullehrer
- Hartner, Rona (1973–2023), rumänische Schauspielerin, Sängerin, Komponistin und Texterin deutscher Herkunft
- Hartner, Willy (1905–1981), deutscher Naturwissenschaftler
- Hartness, Harlan N. (1898–1986), US-amerikanischer Offizier, Generalmajor der US-Army
- Hartness, James (1861–1934), US-amerikanischer Politiker
- Hartnett, Jack (* 1975), US-amerikanischer Schauspieler und Filmproduzent
- Hartnett, Josh (* 1978), US-amerikanischer SchauspielerJosh Hartnett (* 1978)

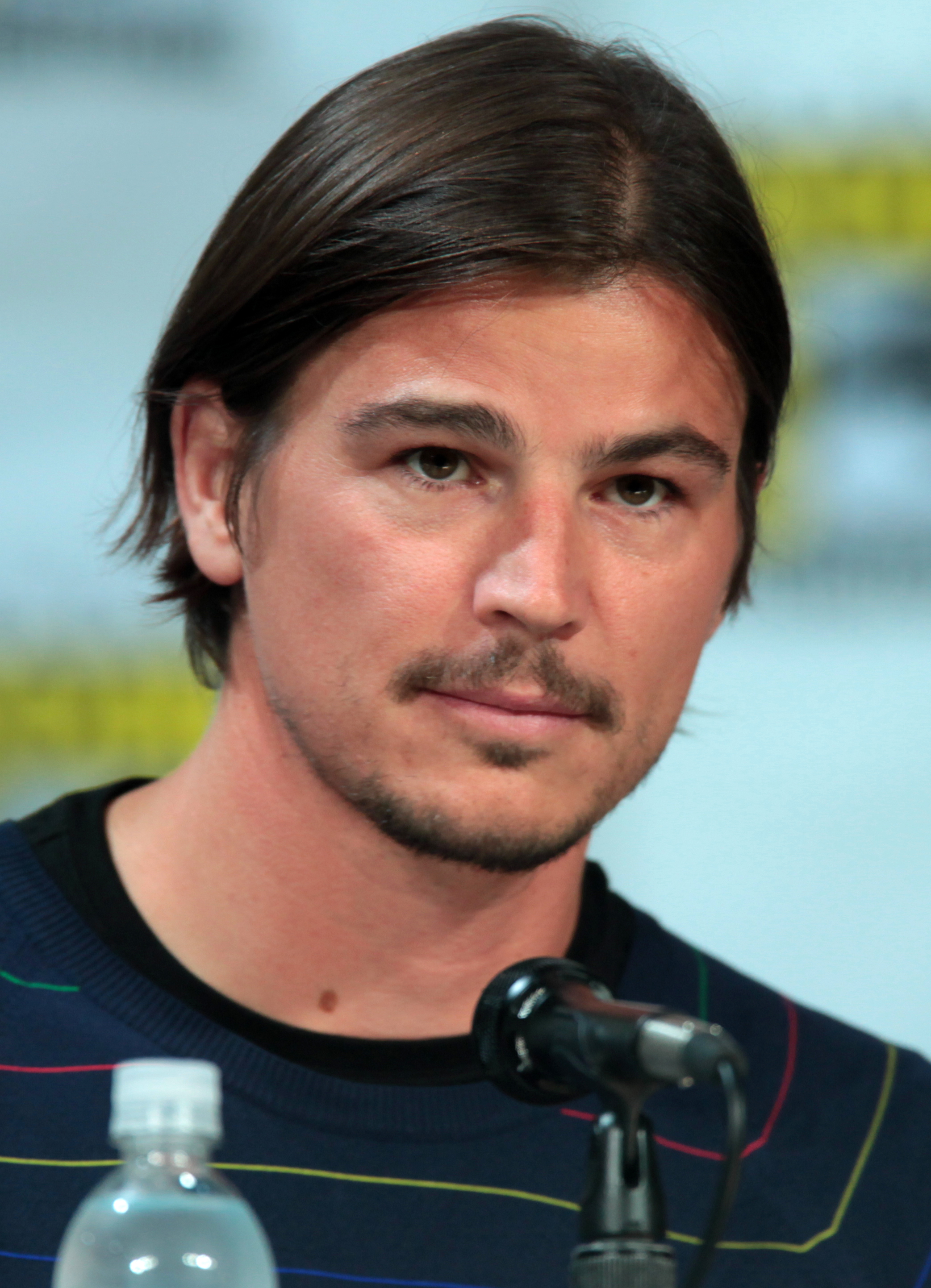
Josh Hartnett (* 1978)

- Hartnett, Michael (1941–1999), irischer Dichter
- Hartnett, Sonya (* 1968), australische Schriftstellerin
- Hartnett, Thomas F. (* 1941), US-amerikanischer Politiker

### Hartni
- Hartnick, Hans-Joachim (* 1955), deutscher Radsportler und -trainer
- Hartnick-Geismeier, Evelyn (1931–2017), deutsche Bildhauerin und Medailleurin
- Hartnid III., steirischer Ministeriale

### Hartno
- Hartnoll, Paul (* 1968), britischer Musiker
- Hartnoll, Sean, britischer theoretischer Physiker